# Volverás (canción de Ricky Martin)
«Volverás» es una balada interpretada por el cantante puertorriqueño Ricky Martin. Se lanzó bajo los sellos discográficos Sony Latin y Columbia Records el 9 de diciembre de 1996 como séptimo sencillo de su tercer álbum de estudio A medio vivir (1995). Compuesta por Ricky Martin junto a Luis Gómez-Escolar, K. C. Porter y Robi Draco Rosa bajo el alias Ian Blake, mientras su producción estuvo a cargo de estos dos últimos. La canción alcanzó la sexta ubicación en el Hot Latin Tracks de Estados Unidos.
Tras el éxito de «María» y «Te extraño, te olvido, te amo» en Francia, «Volverás» también fue lanzado allí como un sencillo en febrero de 1998 y alcanzó el lugar cuarenta y ocho.

## Videoclip
El video musical fue filmado en enero de 1997 en Nueva York, Estados Unidos.

## Lista de canciones
Sencillo en CD
1. «Volverás» - 4:50
2. «Revolución» - 3:50

## Posicionamiento en listas
| Lista (1997)                                      | Mejor ubicación |
| ------------------------------------------------- | --------------- |
| Estados Unidos (Billboard Hot Latin Tracks)       | 6               |
| Estados Unidos (Billboard Latin Pop Airplay)      | 2               |
| Estados Unidos (Billboard Latin Tropical Airplay) | 17              |
| Lista (1998)                                      | Mejor ubicación |
| Francia (French Singles Chart)                    | 48              |

| País           | Lista (1997)              | Posición |
| -------------- | ------------------------- | -------- |
| Estados Unidos | Billboard Hot Latin Songs | 33       |
| Estados Unidos | Billboard Latin Pop Songs | 10       |